# 曼恩·德·比朗

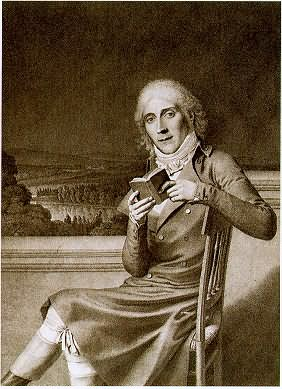
曼恩·德·比朗

曼恩·德·比朗（Maine de Biran，1766年11月29日－1824年7月20?日）為法國哲學家。

## 思想
德·比朗起初為感覺論者，像孔狄亞克和洛克那樣；他後來轉向理智主義，最終成為神秘主義的神智論者。
德·比朗最初的著作受到洛克和孔狄亞克的影響，然而帶有若干預示著其最終旨趣的元素。《心靈學基礎論》（L'Essai sur les fondements de la psychologie）代表著他的思想的第二階段，而《人學新論》（Nouveaux essais d'anthropologie）的片斷則屬第三階段。
他對習慣的形成問題進行了研究，注意到被動印象的觀念不足以給出一個完整的解釋。他認為，專注（attention）作為一種積極努力並不亞於感覺的被動容受性，他也對習慣的被動形式與主動形式作出區分。對於孔狄亞克被動容受性（作為機械式的外部來源和意識經驗的構成力量）的觀念是一種方法上的錯誤這種說法，他也進行審視。